# Kamerun National Democratic Party
De Kamerun National Democratic Party (Nederlands: Kameroen Nationaal-Democratische Partij) was een politieke partij in het Britse mandaatgebied Southern Cameroons en later in de Federale Republiek Kameroen. 

## Geschiedenis
In maart 1955 werd de KNDP opgericht met als voornaamste doel hereniging van het Britse mandaatgebied Southern Cameroons met het Franse mandaatgebied Cameroun. De partij kwam voort uit het Kamerun National Congress en stond onder leiding van John Ngu Foncha. Om het doel van hereniging te bereiken werd aanvankelijk samengewerkt met de radicaal-nationalistische Union des Populations du Cameroun (UPC) in Frans-Kameroen, maar de ideologische verschillen tussen de conservatieve KNDP en de progressieve UPC bleken onoverbrugbaar en aan de samenwerking kwam dan ook spoedig een einde. In 1959 verkreeg de KNDP bij verkiezingen een meerderheid in de wetgevende vergadering van Southern Cameroons en Foncha werd vervolgens minister-president van de regering van het mandaatgebied. De regering organiseerde een volkstemming waarbij een meerderheid van de bevolking zich uitsprak voor aanhechting van Southern Cameroons aan Cameroun (1961) en op 11 februari 1961 kwam de Federale Republiek Kameroen tot stand met Ahmadou Ahidjo (uit het Franstalige deel) als president en Foncha als vicepresident.
De KNDP was voorstander van een losse federatie, president Ahidjo was echter voorstander van een centraal bestuurde eenheidsstaat. In het westelijke, Engelstalige deel van Kameroen domineerde de KNDP, terwijl in het noorden en oosten van het land, het Franstalige deel, de Union camerounaise (UC) van Ahidjo de touwtjes stevig in handen had. Ahidjo bleek de werkelijke machthebber in het land en wist te bewerkstelligen dat de UC, de KNDP en enkele kleinere partijen in 1966 fuseerden tot de Union nationale camerounaise/Cameroon National Union (UNC/CNU). De partij-elite van de KNDP, waaronder Foncha, werd opgenomen in het bestuur van de UNC/CNU, maar de invloed van de Engelstaligen nam steeds verder af. In 1972, na een referendum, werd Kameroen van een federale staat omgevormd in een unitaire republiek.

## Ideologie
De KNDP was een relatief behoudende partij en steunde voor een deel op katholieke kiezers, waarvan Foncha een belangrijke representant was. Foncha was een voorstander van een parlementair stelsel naar Britse model met een beperkte macht voor het staatshoofd en een "losse federatie" van Cameroons en Cameroun en tegenstander van een gecentraliseerde staat.